# Loud Records
Loud Records es un subsidiario de Arista Records hoy propiedad de Sony Music Entertainment fundado por Steve Rifkind en 1992.
Loud es un sello discográfico de hip hop que ha grabado material para artistas o grupos como Wu-Tang Clan, Three Six Mafia, Big Pun, Mobb Deep, The Beatnuts, M.O.P., Tha Alkaholiks, Pete Rock, Lil' Flip, Project Pat, Xzibit, Twista, Dead Prez, The Dwellas y The X-Ecutioners.
- Datos: Q528124